# Marek Lusztyn
Marek Grzegorz Lusztyn (ur. 1977) – polski ekonomista, w latach 2019–2020 prezes zarządu Banku Pekao, od 2020 wiceprezes mBanku.

## Życiorys
Doktor nauk ekonomicznych, ukończonych w Szkole Głównej Handlowej. Absolwent University of Illinois (Executive MBA) oraz INSEAD.
W latach 1996–2000 pracował w Banku Handlowym w Warszawie. Od początku pierwszej dekady XX wieku związany z grupą Banku Pekao S.A. W latach 2000–2008 piastował dyrektorskie stanowiska w tym banku. W latach 2008–2010 pracował w grupie Unicredit w Londynie, a w latach 2010–2013 w Unicredit Bank AG w Monachium, odpowiadając za nadzór zarządzania ryzykiem rynkowym, kredytowym i operacyjnym. Później pracował w Unicredit SpA w Mediolanie na stanowisku Senior Vice President, gdzie objął odpowiedzialność za zarządzanie ryzykiem grupy. Był też członkiem Komitetu Wykonawczego Pionu Rynków Bankowości Korporacyjnej i Inwestycyjnej Grupy Unicredit. W lipcu 2017 objął stanowiska wiceprezesa zarządu Banku Pekao ponownie obejmując nadzór zarządzania ryzykiem istotnym w działalności banku. Zasiadł też w radach nadzorczych w spółkach Pekao Investment Banking S.A. oraz Pekao Leasing Sp. z o.o.
Po rezygnacji Michała Krupińskiego, w listopadzie 2019 objął stanowisko prezesa zarządu Banku Pekao. W kwietniu 2020 przestał być prezesem zarządu Banku Pekao, zostając wiceprezesem zarządu tego banku. W październiku 2020 został powołany na stanowisko wiceprezesa ds. zarządzania ryzykiem w mBanku. Od sierpnia 2022 przewodniczący rady nadzorczej Systemu Ochrony Banków Komercyjnych.

## Nagrody i wyróżnienia
- uhonorowany tytułem Future Leader in Global Finance przez Institute of International Finance (2014)[1].